# Nepomorpha
I Nepomorfi (Nepomorpha) sono un raggruppamento sistematico di Insetti dell'Ordine dei Rincoti (Sottordine Heteroptera).
In generale, i Nepomorfi hanno antenne brevi, alloggiate in fossette del capo che le nascondono. Le zampe mostrano spesso modificazioni funzionali: quelle anteriori possono essere, ad esempio, adatte a scavare (Corixidae) o a ghermire la preda (Nepidae). Quelle posteriori sono spesso natatorie. I Nepomorfi sono, infatti, per la maggior parte acquatici o acquaioli, talune facilmente riconoscibili per singolari comportamenti, come ad esempio nuotare rovesciati sul dorso (Notonectidae).
Il regime dietetico è in genere zoofago, ma sono presenti anche forme fitofaghe o detritivore.

## Sistematica
L'infraordine si suddivide in cinque sottofamiglie:
- Superfamiglia: Corixoidea. Famiglie:

- Corixidae

- Superfamiglia: Gelastocoroidea. Famiglie:

- Gelastocoridae
- Ochteridae

- Superfamiglia: Naucoroidea. Famiglie:

- Aphelocheiridae
- Naucoridae
- Potamocoridae

- Superfamiglia: Nepoidea. Famiglie:

- Belostomatidae
- Nepidae

- Superfamiglia: Notonectoidea. Famiglie:

- Helotrephidae
- Notonectidae
- Pleidae